# پارک ملی لیون‌مکی
پارک ملی لیون‌مکی (فنلاندی: Leivonmäen kansallispuisto) یک پارک ملی در فنلاند مرکزی است که در سال ۲۰۰۳ تأسیس شد و ۲۹ کیلومتر مربع (۱۱ مایل مربع) مساحت دارد.
مناظر معمولی این پارک شامل باتلاق‌ها، سواحل دریاچه روتایروی و جنگل‌های مارتپه است.